# Ziarnojadek Taczanowskiego
Ziarnojadek Taczanowskiego (Sporophila simplex) – gatunek małego ptaka z rodziny tanagrowatych (Thraupidae). Występuje w zachodniej części Ameryki Południowej. Jest gatunkiem endemicznym dla południowego Ekwadoru i zachodniego Peru. Nie jest zagrożony.

## Systematyka
Gatunek ten jako pierwszy opisał polski ornitolog Władysław Taczanowski w 1874 roku, nadając mu nazwę Spermophila simplex. Holotyp pochodził z okolic Limy w Peru. Obecnie takson ten umieszczany jest w rodzaju Sporophila. Nie wyróżnia się podgatunków.

## Morfologia
Niewielki ptak o średniej wielkości dziobie, z wyraźnie okrągłym wierzchołkiem. U samca w kolorze pomarańczowo-brązowym, u samicy brązowo-szarym. Samce mają szarą głowę i grzbiet, skrzydła i ogon ciemniejsze szaro-oliwkowe z białymi zakończeniami pokryw skrzydeł. Gardło i pierś szaro-jasnobrązowa, brzuch i podbrzusze pomarańczowo-żółto-szare. Oczy czarne z jasnymi powiekami, nogi czarne. Samica niewiele różni się od samca. Jest trochę mniejsza bez białych zakończeń pokryw skrzydeł. Ziarnojadek Taczanowskiego jest podobny do samicy ziarnojadka rudobrodego. Długość ciała 11–11,5 cm.

## Zasięg występowania
Ziarnojadek Taczanowskiego występuje na wysokości do 3130 m n.p.m. (część źródeł podaje 2500 m n.p.m.). Zamieszkuje od wybrzeży Pacyfiku do zachodnich stoków Andów, od południowego Ekwadoru do zachodniego Peru. Jest ptakiem osiadłym. Zasięg jego występowania, według szacunków BirdLife International, zajmuje około 172 tysiące km².

## Ekologia
Jego głównym habitatem są krzewiaste suche zarośla i tereny rolnicze. Ziarnojadek Taczanowskiego poza okresem godowym spotykany jest w dużych stadach. Żywi się głównie ziarnami traw, gdy są jeszcze w kłosach. Sezon lęgowy w porze deszczowej.

## Status i ochrona
W Czerwonej księdze gatunków zagrożonych IUCN ziarnojadek Taczanowskiego od 1988 roku klasyfikowany jest jako gatunek najmniejszej troski (LC, Least Concern). Liczebność populacji nie została oszacowana, ale ptak ten opisywany jest jako niezbyt pospolity (uncommon). BirdLife International uznaje trend liczebności populacji za wzrostowy, gdyż degradacja środowiska powoduje tworzenie nowych, dogodnych siedlisk dla tego gatunku.
BirdLife International wymienia jedną ostoję ptaków IBA, w której ten gatunek występuje, jest to: Reserva Nacional de Paracas w Peru.